# Can Cornell (Gualta)
Can Cornell és una casa amb elements renaixentistes al Carrer Major, al costat del Molí de Gualta (al Baix Empordà), i en l'actualitat molt modificada en obertures, presenta com a elements més remarcables el portal d'accés d'arc de mig punt adovellat i la finestra superior amb arabescos. La coberta és de teula a doble vessant, amb el carener paral·lel a la línia de façana.
Can Cornell és un casal que té l'origen en el S.XV i que posteriorment va experimentar diverses reformes, principalment en els segles XVII i xviii.